# Otmane El Assas
Otmane El Assas (né le 30 janvier 1979 à Khouribga) est un joueur de football marocain. Il joue actuellement au poste de milieu de terrain au club qatari d'Umm Salal.

## Sélection en équipe nationale
| Caps | Date       | Match                | Lieu       | Score | Compétition            | But |
| ---- | ---------- | -------------------- | ---------- | ----- | ---------------------- | --- |
| 1    | 29/08/1996 | Maroc - Zaire        | Settat     | 7 - 0 | Amical                 | --  |
| 2    | 09/04/2000 | Gambie - Maroc       | Banjul     | 0 - 1 | Elim. CM 2002          | --  |
| 3    | 22/04/2000 | Maroc - Gambie       | Casablanca | 2 - 0 | Elim. CM 2002          | --  |
| 4    | 04/06/2000 | Maroc - Jamaique     | Casablanca | 1 - 0 | Coupe Hassan II        | --  |
| 5    | 06/06/2000 | Maroc - France       | Casablanca | 1 - 5 | Finale Coupe Hassan II | --  |
| 6    | 17/06/2000 | Namibie - Maroc      | Windhoek   | 0 - 0 | Elim. CM 2002          | --  |
| 7    | 22/11/2000 | Maroc - Libye        | Casablanca | 0 - 0 | Amical                 | --  |
| 8    | 08/02/2001 | Maroc - Corée du sud | Dubai      | 1 - 1 | Tournoi EAU            | 1   |
| 9    | 24/02/2001 | Maroc - Sénégal      | Rabat      | 0 - 0 | Elim. CM 2002          | --  |
| 10   | 05/09/2001 | Italie - Maroc       | Piacenza   | 1 - 0 | Amical                 | --  |
| 11   | 14/11/2001 | Maroc - Zambie       | Rabat      | 1 - 0 | Amical                 | --  |
| 12   | 13/01/2002 | Maroc - Guinée       | Rabat      | 2 - 1 | Amical                 | --  |
| 13   | 03/10/2002 | Maroc - Niger        | Rabat      | 6 - 1 | Amical                 | 1   |
| 14   | 20/11/2002 | Maroc - Mali         | Rabat      | 1 - 3 | Amical                 | --  |
| 15   | 07/02/2007 | Maroc - Tunisie      | Rabat      | 1 - 1 | Amical                 | --  |
| 16   | 25/03/2007 | Zimbabwe - Maroc     | Harare     | 1 - 1 | Elim. CAN 2008         | --  |

## Carrière
- 2000-2002 : Olympique de Khouribga  Maroc
- 2002-2004 : Al Sha'ab Sharjah  Émirats arabes unis
- 2004-2005 : Al-Ittihad  Arabie saoudite
- 2005-2012 : Al Gharrafa Doha  Qatar
- 2012-     : Umm Salal  Qatar